# Nozomu Suzuki
Nozomu Suzuki (すずき のぞむ, Toyoda, 20 de abril de 1949 – Hamamatsu, 7 de junio de 2024) fue un político japonés, educador y funcionario del Ministerio de Salud, Trabajo y Bienestar.
Se desempeñó como alcalde de la ciudad de Iwata, Prefectura de Shizuoka (en 3 mandatos), miembro de la Cámara de Representantes de Japón (en 1 mandato), vicepresidente del Comité de Asuntos de la Dieta del Partido de la Innovación, y representante del grupo ciudadano "Network Mayor Kawamura".

## Biografía
Nacido en Toyoda Town (actualmente Iwata), Prefectura de Shizuoka. Se graduó de la Escuela Secundaria Hamamatsu Kita y de la Facultad de Sociología de la Universidad de Hitotsubashi. Durante la universidad, en 1972, aprobó el examen nacional de servicio público (categoría oficial superior A, profesión legal), y se unió al Ministerio de Salud y Bienestar (actualmente Ministerio de Salud, Trabajo y Bienestar) en abril de 1973. Ocupó varios cargos, incluyendo Cónsul en el Consulado General de Japón en São Paulo, Ministerio de Asuntos Exteriores, y Director del Secretariado del Consejo Consultivo de Educación Especial en el Ministerio de Salud y Bienestar.
Después de retirarse en 1994, regresó a su ciudad natal en la Prefectura de Shizuoka y se convirtió en investigador en el Instituto de Investigación de Bienestar Médico de la Fundación Seirei. También dio clases en el Colegio de Atención Médica Seirei (actualmente Universidad Cristopher Seirei).
En 1998, se presentó como candidato independiente y fue elegido por primera vez como alcalde de la ciudad de Iwata. En 2002, fue reelegido como alcalde de Iwata, derrotando a Iseo Terada, un exmiembro de la Asamblea Prefectural de Shizuoka (Suzuki: 21,487 votos, Terada: 19,960 votos). Durante su mandato como alcalde de Iwata, fue presidente del Consejo de Fusión de Ciudades y Pueblos de Iwanan 5. En 2005, supervisó la fusión de las ciudades de Fukuda, Ryuyo, Toyoda y Toyoka en la ciudad de Iwata, que entró en vigor el 1 de abril del mismo año. Debido a esta fusión, perdió temporalmente su cargo como alcalde de Iwata, pero se presentó en las elecciones municipales el 24 de abril y fue reelegido para un tercer mandato (Suzuki: 49,771 votos, Terada: 42,927 votos). Durante su mandato como alcalde, también fue presidente del Comité Social y Cultural de la Conferencia Nacional de Alcaldes.
Siguiendo el principio de que todas las personas se corrompen con el poder después de mantenerlo durante mucho tiempo, no se presentó en las elecciones municipales de 2009 en Iwata y se retiró al finalizar su mandato. En el mismo año, se convirtió en profesor visitante en la Facultad de Administración de la Universidad de Shizuoka Sangyo y en representante del Bonita de Iwata en la Universidad de Shizuoka Sangyo. En 2010, apoyó a Takashi Kawamura, alcalde de la ciudad de Nagoya, que era un año mayor en la Universidad de Hitotsubashi. Se desempeñó como representante del grupo ciudadano "Network Mayor Kawamura" y llevó a cabo una campaña de recolección de firmas para la destitución del Consejo Municipal de Nagoya, lo que resultó en la primera destitución de miembros del consejo municipal por parte de los ciudadanos en una ciudad designada.
En marzo de 2011, tras el accidente en la planta nuclear de Fukushima Daiichi, asumió el papel de representante del referéndum de la planta nuclear de Shizuoka. Promovió una campaña de firmas destinada a promulgar una ordenanza para determinar los pros y los contras de reiniciar la planta nuclear de Hamaoka, que había sido suspendida debido a las fuertes intenciones del primer ministro Naoto Kan en ese momento. Recogió aproximadamente 165,000 firmas y realizó una solicitud directa para su promulgación, pero fue rechazada por la Asamblea Prefectural de Shizuoka.
El 21 de noviembre de 2012, recibió la aprobación del Partido de la Innovación de Japón para postularse en las próximas elecciones generales de la Cámara de Representantes en el tercer distrito de Shizuoka. En las elecciones generales de la 46ª Cámara de Representantes en el mismo año, se presentó como candidato nominado por el Partido de la Innovación de Japón, abogando por la autonomía local y el desmantelamiento de la planta nuclear de Hamaoka. Perdió ante Hiroyuki Miyazawa del Partido Liberal Democrático de Japón en el tercer distrito de Shizuoka, pero fue elegido en la región de Chubu bajo el sistema de candidatura duplicada. Después de ser elegido, fue nombrado director del Comité Especial de Prevención de Desastres de la Cámara de Representantes y como miembro suplente del Comité de Examen de Elegibilidad de Fiscales del Ministerio de Justicia. En 2013, fue nombrado director del Comité de Educación, Ciencia y Tecnología de la Cámara de Representantes.
En 2014, cuando el Partido de la Innovación de Japón se dividió, Suzuki mismo participó en un grupo centrado en los copresidentes Hashimoto, pero todos los miembros locales y antiguos miembros pertenecientes a la Oficina General del Partido de la Innovación de Japón en la Prefectura de Shizuoka decidieron estar activos sin afiliación con Ishihara Shinpo (Nippon Koko) o Hashimoto Shinpo (Partido de la Innovación). La oficina general fue suspendida. Se dieron razones como "El partido reformista conservador simbolizado por ambos copresidentes se ha disuelto" (Concejal político de Ozaki Goshi, Asamblea de la Ciudad de Shizuoka) y "La innovación reciente está dirigida al Plan Metrópoli de Osaka" (Secretario General de Oishi Yuichi, exasamblea prefectural).
En septiembre del mismo año, el Partido de la Innovación (Grupo Hashimoto) y el Partido de la Unidad se fusionaron para formar el Partido de la Innovación, y Suzuki se convirtió en vicepresidente del grupo parlamentario de la Asamblea Nacional. El 21 de noviembre, cuando se disolvió la Cámara de Representantes, el 22 de noviembre, persuadió al presidente de la rama de la Prefectura de Shizuoka del Partido Democrático, Goshi Ozaki, y al representante interino del Partido de la Innovación, Yorihisa Matsuno, a retirarse de la candidatura del tercer distrito de Shizuoka para resolver la competencia con el Partido Democrático. En las elecciones de la 47ª Cámara de Representantes, se presentó como candidato único en sexto lugar en el bloque de Kyushu del Partido de la Innovación, pero perdió. Anunció su retiro de la política el 15 de diciembre. En mayo de 2017, el puesto de director del programa Soka Gakkai-Backed y Rock Blum fue asumido con los roles de representante, y marzo de 2018 el año siguiente anunció que una legislación endémica, en un fue celebrado.
En octubre de 2017, se presentó como candidato oficial del partido Kibo no To en el distrito electoral número 3 de Shizuoka, pero perdió junto con el candidato independiente Koyama Nobuhiro debido a la división de votos de la oposición, sin poder superar a Miyazawa.
El 3 de noviembre de 2022, recibió la Orden del Sol Naciente, Rayos Dorados, en la ceremonia de otoño de condecoraciones.
El 7 de junio de 2024, falleció en un hospital de Hamamatsu, a la edad de 75 años.